# 同時計数回路
同時計数回路（どうじけいすうかいろ、英: coincidence circuit、仏: circuit á coĭncidence、独: Koinzidenkreis）とは、2個以上の入力端子を持ち、その全部に同時に入力パルスが入ったときだけの計数の出力パルスを送り出す回路。実際は2個以上のパルス入力が回路固有の分解時間以内であれば同時として動作する。分解能の値が10の-9乗時間程度までのものが実用化されている。
特定の方向にならべた検出器の出力を入力パルスとして、その方向の宇宙線または放射線だけを計算する目的などに用いられる、回路はロッシ(Rossi)の並行回路で、真空管は負の入力パルスで電流を断たれるスイッチとして働き、2つの入力が同時閉鎖状態になった時だけ共通の出力負荷の電流が切れて出力端子に大きな正の電圧変化を生ずるので、波高選別器で選び出す。ダイオードやトランジスターを用いるものに発展してきたが、現在では高速論理用集積回路（ANDやOR）の組み合わせで複雑さな同時計数回路が組まれている。

## 確率
信号処理における「偶然検出」の主な考え方は、ある検出器が、その検出器に固有のランダムなノイズパルスの中で信号パルスを検出した場合、その検出されたパルスが実際にノイズパルスであるという一定の確率、{\displaystyle P} が存在するということである。しかし、2つの検出器が同時に信号パルスを検出した場合、検出器の中で信号パルスがノイズパルスである確率は、{\displaystyle P^{2}} となる。仮に、{\displaystyle P=0.1} とすると、 {\displaystyle P^{2}=0.01} となる。このように、偶然検出を利用することで、誤検出の可能性を減らすことができる。